# Tanta
Tanta (arabiska: طنطا) är en stad i Nildeltat i norra Egypten, och administrativ huvudort för guvernementet al-Gharbiyya. Staden är uppdelad i två administrativa indelningar, kismer, med totalt cirka en halv miljon invånare. 